# Астрономія в Ірані

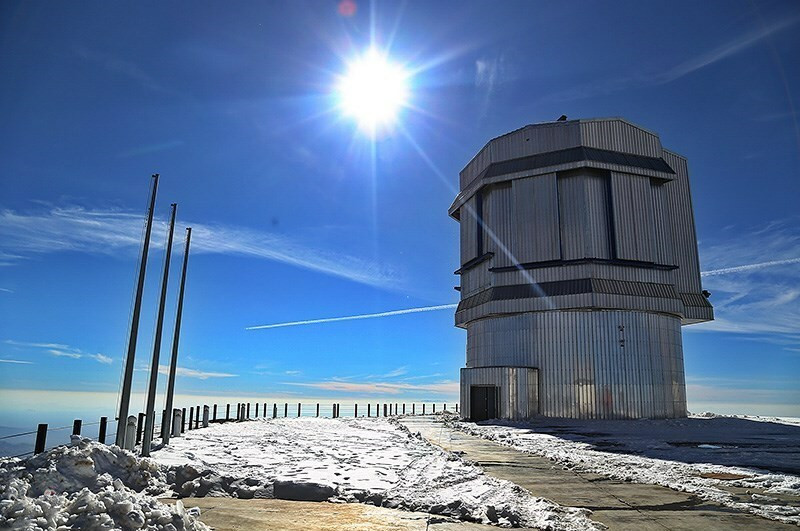
Будівля 3.4-метрового телескопа

Астрономія в Ірані має давню історію і середній рівень розвитку в сучасності. Астрономічна освіта ведеться в кількох університетах, працюють кілька університетських обсерваторій, видаються астрономічні журнали. Найбільшим інструментом є 3,4-метровий телескоп в Іранській національній обсерваторії.

## Історія

### Доісламська епоха
Про астрономічні знання доісламської доби відомо дуже мало. Аль-Біруні в книзі «Вцілілі знаки минулих століть» описав вірування давніх народів в астрологію. Дослідження орієнтації чахартаків стародавніх храмів вогню вказують на зв'язок між їх конструкцією та сходом і заходом небесних об'єктів.

### Ісламська епоха
IX по XV сторіччя Іран відігравав значну роль в світовій астрономії.
Однією з рушійних сил астрономії в ісламську епоху стала необхідність визначення ісламського календаря та часу релігійних обрядів, що вимагало точних астрономічних спостережень і розрахунків. Сферична геометрія, розроблена Аболуфаї Бозджані, значно полегшила такі розрахунки.
Процвітанню астрономії також сприяла наявність посад королівського астролога при дворах перських царів і князів.
В епоху ісламу було складено багато зіджів — таблиць ефемерид.

### Розвиток сучасних астрономічних досліджень
Інтерес Ірану до сучасної астрономії з'явився лише в другій половині XX століття. З середині 1960-х років почалися серйозні спроби ввести астрономію в університетські навчальні програми. Піонером став Ширазський університет, який відзначився підготовкою кількох перших професійних астрономів, першими кількома десятками дослідницьких статей з астрономії та астрофізики в міжнародних журналах і створенням обсерваторії Біруні.

## Січасність
На даний момент в Ірані є кілька десятків університетських викладачів астрономії і кілька десятків студентів-астрономів, які в сумі щороку публікують кілька десятків статей в міжнародних журналах.
Найактивнішою університетською обсерваторією є обсерваторія Біруні з її 51-сантиметровим телескопом та невеликими освітніми телескопами. Обсерваторія Тусі Тебрізського університету має 60-см і 40-см телескопи і невеликий сонячний телескоп. Менші обсерваторії працюють в Тегерані, Мешеді, Баболі, Зенджані та інших місцях.
В Іранській національній обсерваторії знаходиться найбільший в країні телескоп діаметром 3,4 м.
Астрономічне товариство Ірану проводить щорічні колоквіуми та семінари для професіоналів, школи для починаючих астрономів, координує діяльність астрономів-аматорів з числа школярів і студентів.
Ноюм є єдиним астрономічним науково-популярним журналом в регіоні. Він виходить перською мовою й однаково популярний серед професіоналів та аматорів.